# Jheringsfehner Kirche

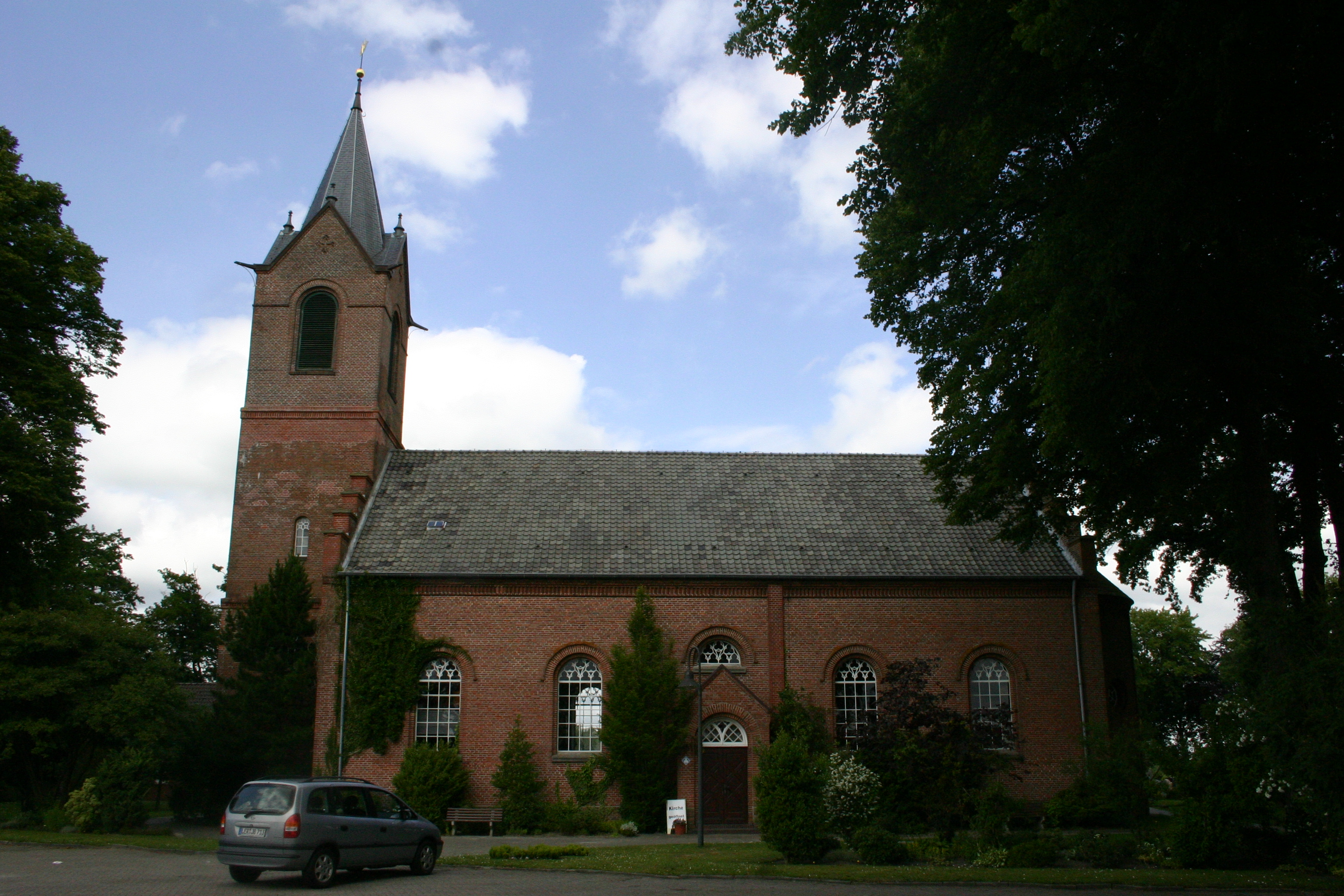
Die Jheringsfehner Kirche

Die evangelisch-lutherische Jheringsfehner Kirche steht in dem gleichnamigen Ortsteil der Gemeinde Moormerland (Ostfriesland). Sie wurde am 21. März 1864 feierlich eingeweiht.

## Geschichte und Beschreibung

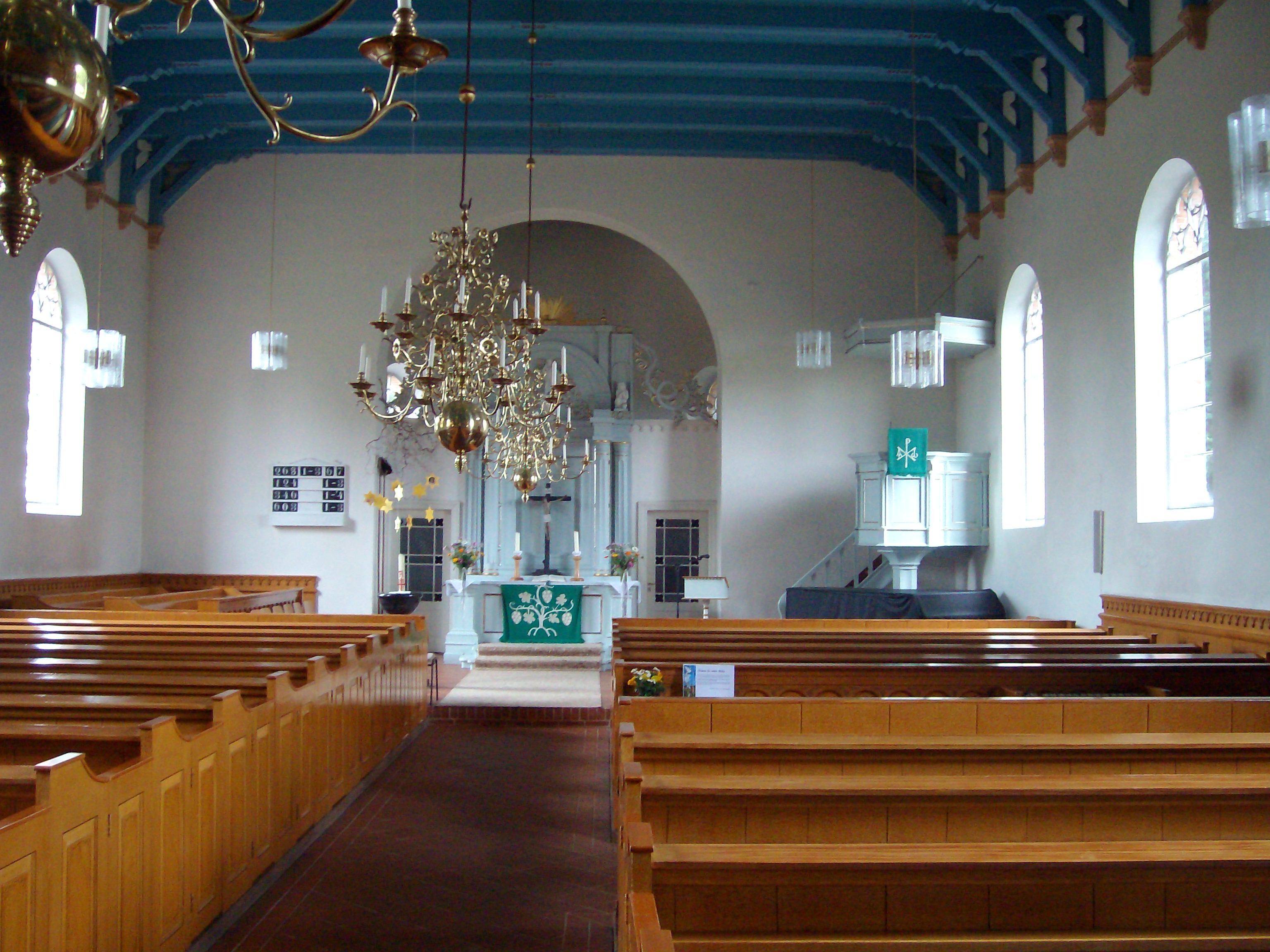
Innenraum der Kirche

Boekzetelerfehn wurde im Jahre 1647 angelegt, Jheringsfehn 1660. Am 13. März 1826 stellten die beiden Gemeinden mit dem Ort Jheringsbeek zusammen einen Antrag auf die Errichtung einer gemeinsamen Kirche. Anschließend dauerte es fast vierzig Jahre, bis sich die Gemeinden auf einen Standort einigen konnten. Erst danach konnte mit dem Bau der schlichten Backsteinkirche mit einer eingezogenen Apsis begonnen werden. Am 21. März 1864 wurde das Gotteshaus feierlich eingeweiht.
Die Johanneskirche wurde im Stil der Neuromanik errichtet, was vor allem an der Ausschmückung mit romanischen Apsiden mit Lisenen und Rundbogenfries zu erkennen ist. Die Wände sind dementsprechend mit großen, rundbogigen Fenstern gegliedert. Der Südeingang ist den Einwohnern von Jheringsfehn vorbehalten und mit einem kleinen Vorbau versehen. Die Gemeindemitglieder aus Boekzetelerfehn betreten die Kirche durch den Westturm.

## Ausstattung
Der Innenraum ist mit einer blauen Balkendecke mit geschnitzten Streben und roten Ornamenten nach oben abgeschlossen. Das Gestühl, Altar, Kanzel und Orgel stammen aus der Erbauungszeit. Im Jahr 1865 schuf Gerd Sieben Janssen die Orgel mit zunächst acht Registern. 1961 und 1991 wurde sie von Alfred Führer umgebaut und erweitert, so dass sie heute 15 Register auf zwei Manualen und Pedal besitzt. Das historische Gehäuse und einige Stimmen sind original erhalten. Die Messingleuchter wurden von Gemeindemitgliedern gestiftet, deren Namen eingraviert sind. Das bunte Glasfenster wurde anlässlich der 50. Wiederkehr des Einweihungstages der Kirche im März 1914 gestiftet und in der Mitte der Nordseite angebracht.